# Artu Kus
Artu Kus, celým jménem Artu Kus Festival Bojiště Trutnov je multižánrový festival hudby, divadla a výtvarného umění, který se koná od roku 2019 v přírodním amfiteátru na Bojišti v Trutnově, kde se původně konal oblíbený Trutnov Open Air Festival. Artu Kus se zaměřuje na alternativní hudební žánry a kapely mimo mainstream. Kromě hudby jsou součástí programu živá divadelní představení, slam poetry, autorská čtení, výstavy fotografií a objektů, přednášky (např. o mediální gramotnosti či dezinformacích) nebo řada workshopů, na nichž si návštěvníci mohou vyzkoušet různé výtvarné techniky. Na festivalu vystoupila řada významných českých kapel.

## Historie
První ročník Artu Kusu se konal v srpnu 2019. Vystoupili zde mimo jiné Prago Union, Hentai Corporation, Tata Boys nebo Kapitán Demo.